# Agapetus setiferus
Agapetus setiferus är en nattsländeart som beskrevs av Stephens 1836. Agapetus setiferus ingår i släktet Agapetus och familjen stenhusnattsländor. Inga underarter finns listade i Catalogue of Life.